# Hoàng thảo phễu
Hoàng thảo phễu (danh pháp hai phần: Dendrobium infundibulum) là một loài lan trong chi Lan hoàng thảo.
 Tư liệu liên quan tới Dendrobium infundibulum tại Wikimedia Commons
Cây phân bố từ Ấn Độ và Đông Nam Á lục địa. Tại Việt Nam, cây có mặt ở khu vực Bì Đúp thuộc tỉnh Lâm Đồng.